# Линди

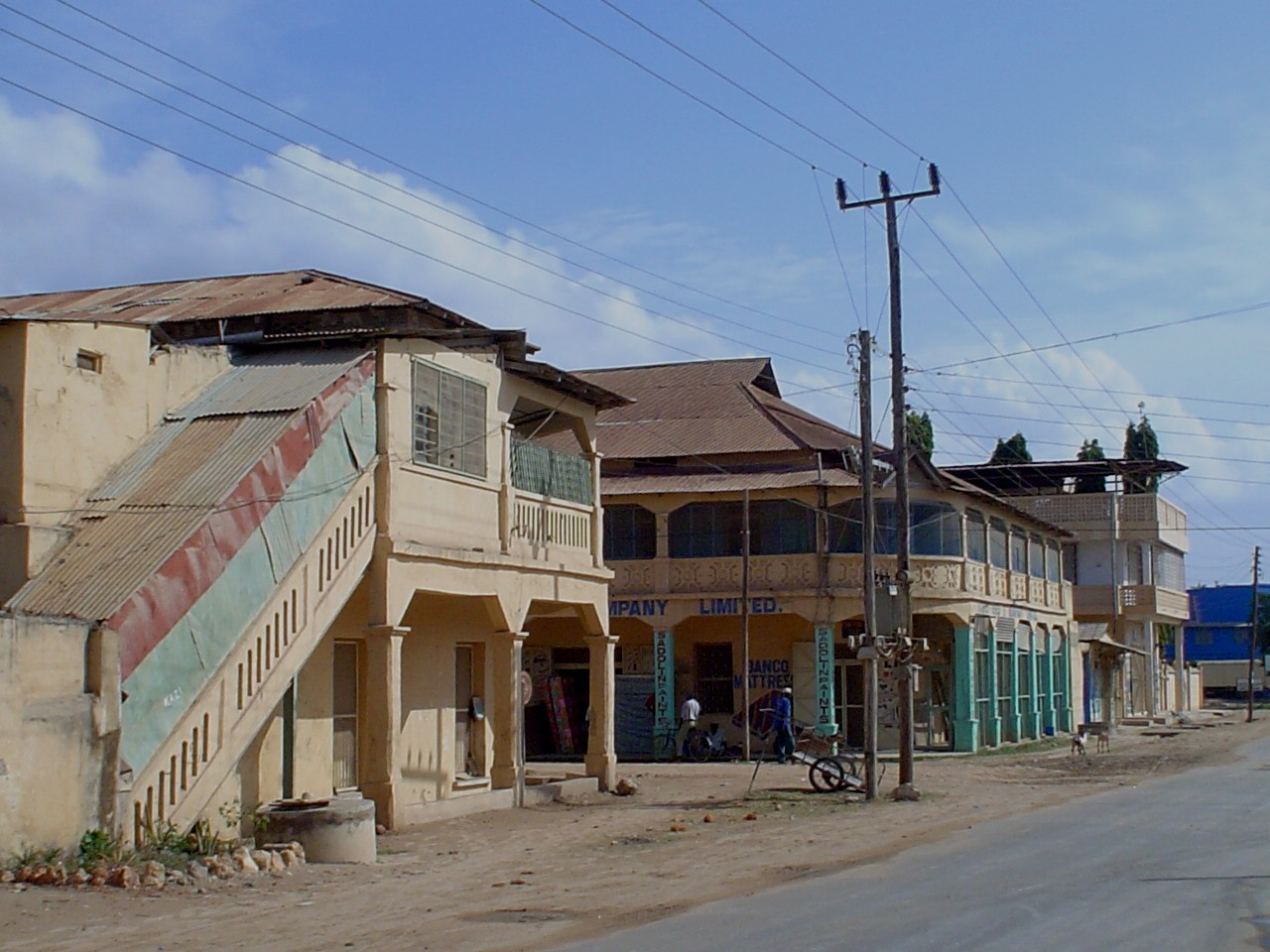
На одной из городских улиц.

Ли́нди (англ. Lindi) — город в Танзании. Является административным центром одноимённых области, городского и сельского округов. Население — 41 549 человек (по данным переписи 2002 года).

## Климат
Город расположен на юго-востоке страны, на берегу Индийского океана, к северу от города Мтвара.
| Показатель | Янв. | Фев. | Март | Апр. | Май  | Июнь | Июль | Авг. | Сен. | Окт. | Нояб. | Дек. | Год   |
| --- | ---- | ---- | ---- | ---- | ---- | ---- | ---- | ---- | ---- | ---- | ----- | ---- | ----- |
| Средний суточный максимум, °C                                                                                           | 31   | 31   | 31   | 31   | 31   | 30   | 30   | 30   | 30   | 30   | 30    | 31   | 30,5  |
| Средняя температура, °C                                                                                                 | 27,3 | 27,3 | 27,3 | 26,9 | 25,9 | 24,7 | 24,3 | 24,5 | 24,8 | 25,7 | 27,1  | 27,5 | 26,1  |
| Средний суточный минимум, °C                                                                                            | 24   | 23   | 23   | 23   | 21   | 19   | 19   | 19   | 20   | 22   | 23    | 24   | 21,67 |
| Норма осадков, мм | 145  | 150  | 153  | 166  | 34   | 8    | 9    | 8    | 14   | 19   | 50    | 132  | 888   |
| Источник: http://www.climatedata.eu/climate.php?loc=tzzz0003&lang=en, http://www.levoyageur.net/weather-city-LINDI.html |      |      |      |      |      |      |      |      |      |      |       |      |       |

## История
Город был основан арабскими купцами в XI веке. В XIX веке Линди вошёл в состав Германской Восточной Африки, а после Первой мировой войны — в состав британской подмандатной территории Танганьика. Во времена английского правления в Линди в большом количестве стали селиться выходцы из Индии.
До 1952 года Линди был административным центром Южной провинции. Затем её центр был перенесён в Мтвару, а значение Линди стало снижаться. С 1971 года Линди — столица одноимённой области.
В 1953 году был создан Городской совет Линди.

## Население
Численность населения Линди, согласно данным переписи 2002 года, составляла 41 549 человек. Из них мужчин — 20 300 и женщин — 21 249. Плотность населения составляла 141 чел./км².

## Экономика
Основу экономики города составляет сельское хозяйство. Почти половина жителей города работают в этой сфере. Основными культурами являются маниок, кукуруза, просо, кешью, кунжут; также здесь производят кокосовую стружку. Ещё одной отраслью народного хозяйства является рыболовство. Промышленное производство развито слабо.
В городе есть морской порт.